# William Savage (ornitólogo)
William Savage (2 de septiembre de 1832-7 de julio de 1908) fue un ornitólogo y pintor estadounidense de origen inglés. Hizo dibujos basados en pájaros que cazó o recibió y luego pintó representaciones precisas de esos pájaros. Gran parte del reconocimiento por su trabajo ocurrió después de su muerte.

## Vida personal
William Savage nació el 2 de septiembre de 1832 en Greens Norton, Northamptonshire, Inglaterra. Después de que su padre muriera cuando él tenía 18 meses, fue criado por su abuela hasta que Savage cumplió 7 años. El tío de Savage, que tenía el mismo nombre, William Savage, asumió la tutela y le enseñó el oficio de sastre. Cuando Savage tenía 14 años en 1846, él y su tío emigraron al condado de Cayuga, Nueva York, donde Savage asistió a la escuela, trabajó en una granja y ejerció la sastrería. Alrededor de 1850, el residente de Nueva York Lancelot Turk animó a Savage a dibujar pájaros de tamaño natural. En enero de 1854, su empleador le pagó a Savage $ 1,50 para dibujar una cosechadora de pasto y granos. En ese momento, los ingresos de Savage no procedían principalmente de sus dibujos. Savage se casó con Anna Savage, la hija adoptiva de su tío abuelo Samuel Savage, en 1853. Con Anna Savage tuvo un hijo llamado Walter Giles Savage en julio de 1854. En octubre de 1855, la familia se mudó a Salem, Iowa, donde vivía su tío. Sus otros cinco hijos nacieron en una granja en Salem. Savage asistía a las reuniones de la iglesia y trabajaba para ayudar a las personas enfermas o ancianas. Se convirtió en ciudadano estadounidense en 1888.

## Carrera profesional

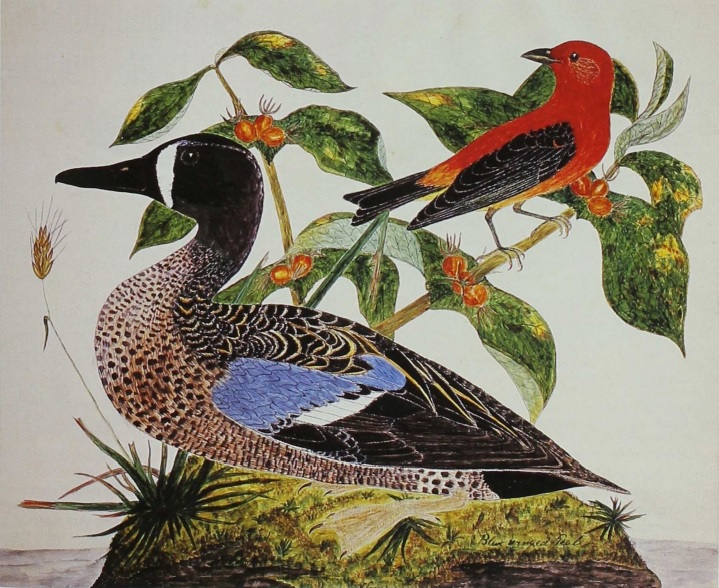
Pintura de una cerceta aliazul y una tángara rojinegra de William Savage.

Savage hizo dibujos de pájaros poco después de llegar a Iowa, incluido un rascador zarcero que buscó para tomar medidas. Trabajó como sastre en el invierno de 1855. A partir de marzo de 1856, Savage comenzó a llevar un diario que incluía frases, tareas diarias y visitas a otras personas. Savage ayudó a construir una escuela en su tierra y era el director, pero dejó el puesto una vez que alguien dijo que Savage no era ciudadano estadounidense. Recibió ingresos por la confección y venta de animales, junto con su piel, huevos y plumas. El primer registro en el diario de Savage sobre sus pinturas de pájaros fue el 30 de julio de 1856, en el que escribió «Lluvia, pintar un pájaro». Savage escribió en su diario, entre 1856 y 1871, que pintaba dos pájaros cada año, como el pájaro carpintero norteamericano.

### Técnica
Para comenzar a trabajar en imágenes de pájaros, Savage cazó pájaros o los recibió de otra persona y primero los delineó con un lápiz, luego delineó las plumas, las líneas y la masa del pájaro. Savage luego midió cada dimensión y luego transfirió esas dimensiones al papel. Después de mojar su pincel con la lengua o con agua, Savage probó pinturas de acuarela y comparó los resultados con el ave. Originalmente, Savage hacía sus cepillos con pieles de animales que cazaba, pero luego compró cepillos de pelo de camello. Trabajó en los pasos durante varios días.

### Calidad y temas
Las pinturas de Savage varían de mala calidad a alta calidad, pero sus pinturas de pájaros eran precisas. Las aves en las pinturas de Savage son fáciles de identificar, pero algunos de los nombres de las aves son incorrectos. Pintó principalmente aves del sureste de Iowa, como el ampelis europeo, la curruca gusanera, el gorrión de Nelson y el escribano de Smith. La mayoría de sus pinturas se completaron durante sus últimos 20 años y la gente a menudo visitaba su casa para verlas. Savage mostró sus pinturas en ferias locales y 153 de ellas se exhibieron en la Feria Estatal de Iowa de 1907.

## Muerte e impacto
Savage murió el 7 de julio de 1908. The Des Moines Register dijo que Savage era un «naturalista, artista, ornitólogo de distinción y dejó para las siguientes generaciones un raro fondo de información sobre la vida de los bosques y una maravillosa colección de pinturas en colores naturales». El artículo decía que Savage recibió el más alto reconocimiento después de su muerte. En 1908, se dijo que la obra de Savage era «la única colección de este tipo que existía». Unas 245 de las pinturas de Savage se encuentran en la Sociedad Histórica del Estado de Iowa. Algunas de las entradas originales del diario de Savage se encuentran en la Biblioteca Histórica de Des Moines.

## Lectura adicional
- «William Savage, Iowa Pioneer, Diarist, and Painter of Birds». The Annals of Iowa (en inglés) 19 (3): 189-220. Enero de 1934. doi:10.17077/0003-4827.5664.

- Datos: Q113115624